# جوين جونز (لاعب اتحاد الرغبي)
جوين جونز (بالإنجليزية: Gwyn Jones)‏ هو لاعب اتحاد الرغبي بريطاني، ولد في 5 أكتوبر 1972 في سوانزي في المملكة المتحدة.